# José Maria Blanco White

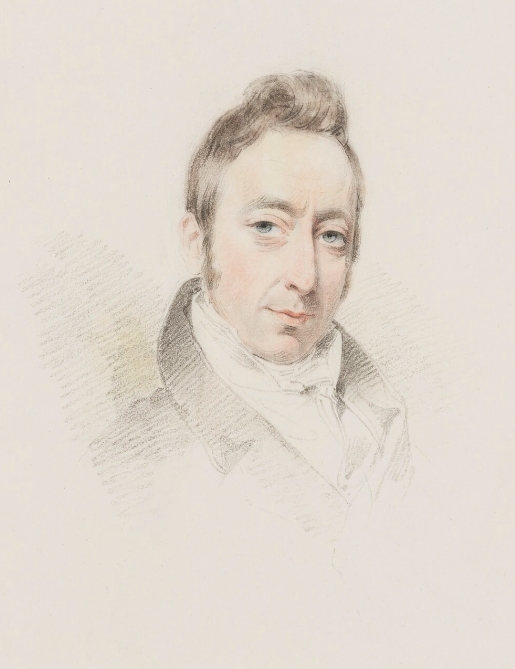
José Maria Blanco White, 1812

José Maria Blanco White (auch bekannt als José Maria Blanco Crespo; * 11. Juli 1775 in Sevilla; † 20. Mai 1841 in Liverpool) war ein spanisch-englischer Schriftsteller, Dichter, Denker, Journalist und Theologe.

## Leben
Sein Vater, der Kaufmann Guillermo Blanco (alias White), war englischer Vizekonsul in Sevilla. Seine Mutter, Maria Gertrudis Crespo y Neve, achtete auf eine streng religiöse Erziehung ihrer Kinder, um sie auf den Priesterberuf vorzubereiten. Zuerst studierte José bei den Dominikanern und später an der Universität von Sevilla. Am 21. Dezember 1799 ließ er sich trotz seiner Glaubenszweifel zum Priester weihen. Wegen dieser Zweifel und vor allem wegen seiner freiheitskämpferischen und liberalen Ambitionen verließ er 1810 Spanien, ging nach England, studierte in Oxford Theologie und trat am 4. Oktober 1812 der Anglikanischen Gemeinschaft bei, die ihn schon 1814 in das Amt des Priesters einführte.
In London entfaltete er seine schriftstellerische Tätigkeit vornehmlich zur Unterstützung der liberalen, freiheitlichen Revolutionäre in Spanien insbesondere durch seine Letters from Spain (spanisch Cartas de España), die er unter dem Pseudonym Leocadio Doblado in Thomas Campbell’s The New Monthly Magazine 1821 und 1822 veröffentlichte. Danach begann er seine religiöse Schriftstellerei, die sich besonders gegen die katholische Kirche richtete. Schließlich wurde er 1831 Erzbischof der Anglikanischen Kirche in Dublin. Dort aber wurde er von einer regelrechten Begeisterung für den Unitarismus erfasst, so dass er schon 1835 die Anglikanische Kirche verließ und sich in Liverpool den Unitariern anschloss. Aus Anlass seines unitarischen Sinneswandels schrieb er sein Werk Observations on Heresy and Orthodoxy (London 1835). Am 20. Mai starb José Maria Blanco White im Hause seines unitarischen Freundes William Rathbone in Liverpool.

## Werke
- Letters from Spain [Cartas de España / „Spanische Briefe“]. London 1822.
- Practical and internal Evidence against Catholicism, 1825.
- Observations on Heresy and Orthodoxy  bei J. Mardon, London 1835.
- The Life of the Rev. Joseph Blanco White written by himself with portions of his correspondence, herausgegeben von John Hamilton, bei John Chapman, London 1845 (Spanische Übersetzung von Antonio Garnica, Universität von Sevilla 1975).
- Luisa de Bustamante, o la huérfana española en Inglaterra, 1840.
- José María Blanco White. Antología de Obras en Español, herausgegeben von Vicente Lloréns. Barcelona 1971.
- Obra Inglesa de José María Blanco White, mit einem Vorwort von Juan Goytisolo, Barcelona 1974.